# Atrato
Atrato – rzeka w północno-zachodniej Kolumbii. Liczy 650 kilometrów długości. Wypływa w Kordylierze Zachodniej. Uchodzi do zatoki Urabá na Morzu Karaibskim. tworząc deltę; żeglowna do miasta Quibdó.